# منصة اسأل المنهاج
اسأل المنهاج التعليمية هي منصة تعليمية إلكترونية فلسطينية تهدف إلى دعم طلبة المدارس في فلسطين من خلال تقديم شروحات، اختبارات، وحلول للمناهج الدراسية المعتمدة من وزارة التربية والتعليم الفلسطينية. توفر المنصة محتوى رقمي متنوع يشمل الشرح النصي والفيديو، وأدوات تفاعلية لمساعدة الطلاب على فهم المواد الدراسية ومتابعة تقدمهم الأكاديمي. أُطلقت المنصة في 5 مايو 2019.

## الخدمات والميزات
توفر المنصة أدوات تعليمية متنوعة تشمل:
- شروحات للمناهج الدراسية لطلاب المدارس.
- اختبارات تفاعلية وتمارين تدريبية.
- اجابة اسئلة الطلاب في المواد الدراسية بكافة الفروع والتخصصات.
- إمكانية تتبع أداء الطالب وتقديم ملخصات دراسية.[2]

## المستخدمون المستهدفون
تستهدف المنصة بشكل رئيسي طلبة المدارس في الدول العربية، مع توفير بعض الخدمات الداعمة للمعلمين وأولياء الأمور.

## وصلات خارجية
- الموقع الرسمي لمنصة اسأل المنهاج التعليمية
- مقال تعريف المنصة
- مقال شرح المنصة

1. ↑  منصة اسأل المنهاج التعليمية، المصدر الرسمي
2. ↑  شرح منصة اسأل المنهاج،
3. ↑  ما هي منصة اسأل المنهاج،